# اللواء الثالث مشاة مدعم (اليمن)
اللواء الثالث مشاة مدعم هو لواء مشاة يمني سابق كان يتمركز في قاعدة العند بمحافظة لحج في حرب 1994 الأهلية في اليمن.

## قادة اللواء
- الرائد عبد الله القاضي.